# Trial by Fire (album)
Pour les articles homonymes, voir Trial by Fire.
Albums de Journey
Raised on Radio
(1985) Arrival
(2001)
Trial by Fire est le onzième album studio du groupe Journey sorti en 1996 avec le retour de Valory et Smith qui avaient quitté en 1986. C'est le dernier album avec le chanteur Steve Perry et le batteur Steve Smith, qui seront remplacés par Steve Augeri au chant et Dean Castronovo à la batterie. 

## Liste des chansons
| No  | Titre                                                                   | Durée |
| --- | ----------------------------------------------------------------------- | ----- |
| 1.  | Message of Love                                                         | 5:34  |
| 2.  | One More                                                                | 5:28  |
| 3.  | When You Love a Woman                                                   | 4:07  |
| 4.  | If He Should Break Your Heart                                           | 4:23  |
| 5.  | Forever in Blue                                                         | 3:35  |
| 6.  | Castles Burning                                                         | 6:00  |
| 7.  | Don't Be Down on Me Baby                                                | 4:01  |
| 8.  | Still She Cries                                                         | 5:04  |
| 9.  | Colors of the Spirit                                                    | 5:41  |
| 10. | When I Think of You                                                     | 4:21  |
| 11. | Easy to Fall                                                            | 5:15  |
| 12. | Can't Tame the Lion                                                     | 4:32  |
| 13. | It's Just the Rain                                                      | 5:19  |
| 14. | Trial By Fire                                                           | 4:41  |
| 15. | Baby I'm Leaving You                                                    | 2:49  |
| 16. | I Can See It in Your Eyes (piste bonus sur l'album japonais uniquement) | 4:12  |

## Personnel
- Steve Perry : Chant
- Neal Schon : Guitare, chœurs
- Ross Valory : Basse, chœurs
- Jonathan Cain : Claviers, guitare rythmique, chœurs
- Steve Smith : Batterie, percussions

## Musiciens additionnels
- Paulinho da Costa : percussion
- Scott Pinkerton : programmation
- David Campbell : arrangements des cordes